# سكريليكس
سوني جون مور (ولد في 15 يناير 1988) معروف باسم Skrillex، نشأ في شمال شرق لوس انجليس في كاليفورنيا الشمالية يعتبر من أشهر فناني الدبستب "Dubstep" والموسيقى إلكترونية راقصة و كذلك منظم حفلات DJ.
في بداية حياته الفنية انضم إلى فريق الروك From First to Last في عام 2004 إلى عام 2007 وسجل مع الفريق البومين قبل ان يغادره ليعمل منفردا في مجال موسيقى الDubstep - Electro House.

## ألبوماته
1. Gypsyhook EP (2009)
2. My Name Is Skrillex (2010)
3. Scary Monsters and Nice Sprites (2010)
4. More Monsters and Sprites (2011)
5. Bangarang (2011)
6. Make It Bun Dem After Hours (2012)
7. Leaving (2013)
8. Recess (2014)
9. 2016) "Where Are Ü Now" (with Diplo and Justin Bieber)
10. 2016)Skrillex and Diplo Present Jack U (with Diplo)
11. 2017) "Purple Lamborghini" (with Rick Ross)

## روابط خارجية
- سكريليكس على موقع IMDb (الإنجليزية)
- سكريليكس على موقع روتن توميتوز (الإنجليزية)
- سكريليكس على موقع ميوزك برينز (الإنجليزية)
- سكريليكس على موقع رولينغ ستون (الإنجليزية)
- سكريليكس على موقع إن إن دي بي (الإنجليزية)
- سكريليكس على موقع أول ميوزيك (الإنجليزية)
- سكريليكس على موقع أول ميوزيك (الإنجليزية)
- سكريليكس على موقع ديسكوغز (الإنجليزية)
- سكريليكس على موقع ديسكوغز (الإنجليزية)
- سكريليكس على موقع قاعدة بيانات الفيلم (الإنجليزية)